# Hội đồng Bộ trưởng Võ Văn Kiệt
Hội đồng Bộ trưởng Võ Văn Kiệt, hay còn được gọi là Chính phủ Quốc hội khóa VIII hậu Liên Xô là chính phủ thứ 33 của Việt Nam, và được Quốc hội khóa VIII phê chuẩn thông qua.
Người đứng đầu chính phủ là Thủ tướng Võ Văn Kiệt. Ông và một số thành viên Chính phủ khác đã được Quốc hội bầu ra tại kỳ họp thứ 9, Quốc hội khóa VIII để hoàn thành nhiệm kì Quốc hội sau khi miễn nhiệm Đỗ Mười.
Chính phủ trong thời kỳ này chịu sức ép từ bên ngoài,Liên Xô và phe Xã hội chủ nghĩa sụp đổ ảnh hưởng sâu sắc tới đường lối và chính sách của chính phủ.
Trong thời gian này sự kiện nổi bật là Việt Nam rút quân khỏi Campuchia,chấm dứt xung đột vũ trang trên toàn tuyến biên giới Việt Trung.

## Thành lập
Kỳ họp thứ nhất Quốc hội khóa VIII họp từ ngày 17/6 đến 22/6/1987 tại Hà Nội.
Quốc hội chính thức bầu lãnh đạo và thành viên Hội đồng Bộ trưởng.

## Thành viên
| Chức vụ               | Trực thuộc                                                     | Tên              | Ghi chú |
| --------------------- | -------------------------------------------------------------- | ---------------- | --- |
| Chủ tịch              | Hội đồng Bộ trưởng                                             | Phạm Hùng        | đến 10/3/1988 từ trần                                                                                              |
| Chủ tịch              | Hội đồng Bộ trưởng                                             | Võ Văn Kiệt      | Quyền Chủ tịch từ 3/1988 đến 6/1988                                                                                |
| Chủ tịch              | Hội đồng Bộ trưởng                                             | Đỗ Mười          | từ 6/1988 đến 7/1991                                                                                               |
| Chủ tịch              | Hội đồng Bộ trưởng                                             | Võ Văn Kiệt      | từ 8/1991 |
| Phó Chủ tịch thứ nhất | Hội đồng Bộ trưởng                                             | Võ Văn Kiệt      | từ 6/1987 đến 8/1991                                                                                               |
| Phó Chủ tịch thứ nhất | Hội đồng Bộ trưởng                                             | Phan Văn Khải    | từ 8/1991 |
| Phó Chủ tịch          | Hội đồng Bộ trưởng                                             | Võ Nguyên Giáp   | đến 8/1991 |
| Phó Chủ tịch          | Hội đồng Bộ trưởng                                             | Nguyễn Cơ Thạch  | đến 8/1991 |
| Phó Chủ tịch          | Hội đồng Bộ trưởng                                             | Đồng Sĩ Nguyên   | đến 8/1991 |
| Phó Chủ tịch          | Hội đồng Bộ trưởng                                             | Nguyễn Ngọc Trìu | đến 5/1988 |
| Phó Chủ tịch          | Hội đồng Bộ trưởng                                             | Nguyễn Văn Chính | đến 5/1988 |
| Phó Chủ tịch          | Hội đồng Bộ trưởng                                             | Đoàn Duy Thành   | đến 5/1988 |
| Phó Chủ tịch          | Hội đồng Bộ trưởng                                             | Nguyễn Khánh     | |
| Phó Chủ tịch          | Hội đồng Bộ trưởng                                             | Trần Đức Lương   | |
| Bộ trưởng             | Tổng Thư ký Hội đồng Bộ trưởng                                 | Nguyễn Khánh     | Phó Chủ tịch Hội đồng Bộ trưởng kiêm chức                                                                          |
| Bộ trưởng             | Bộ Quốc phòng                                                  | Lê Đức Anh       | đến 7/1991 |
| Bộ trưởng             | Bộ Quốc phòng                                                  | Đoàn Khuê        | từ 8/1991 |
| Bộ trưởng             | Bộ Ngoại giao                                                  | Nguyễn Cơ Thạch  | Phó Chủ tịch Hội đồng Bộ trưởng kiêm chức đến 7/1991                                                               |
| Bộ trưởng             | Bộ Ngoại giao                                                  | Nguyễn Mạnh Cầm  | từ 8/1991 |
| Bộ trưởng             | Bộ Nội vụ                                                      | Mai Chí Thọ      | đến 7/1991 |
| Bộ trưởng             | Bộ Nội vụ                                                      | Bùi Thiện Ngộ    | từ 8/1991 |
| Bộ trưởng             | Phó Chủ nhiệm thứ nhất Ủy ban Kế hoạch Nhà nước                | Đậu Ngọc Xuân    | đến 3/1988 |
| Bộ trưởng             | Phó Chủ nhiệm Ủy ban Nhà nước về Hợp tác và Đầu tư             | Đậu Ngọc Xuân    | từ 3/1989 đến 4/1989                                                                                               |
| Bộ trưởng             | Chủ nhiệm Ủy ban Nhà nước về Hợp tác và Đầu tư                 | Đậu Ngọc Xuân    | từ 4/1989 |
| Bộ trưởng             | Bộ Tài chính                                                   | Hoàng Quy        | đến 5/1992 |
| Bộ trưởng             | Bộ Tài chính                                                   | Hồ Tế            | từ 5/1992 |
| Bộ trưởng             | Bộ Vật tư                                                      | Hoàng Đức Nghi   | đến 3/1990, khi Bộ Vật tư sáp nhập vào Bộ Thương nghiệp                                                            |
| Bộ trưởng             | Bộ Lao động - Thương binh và Xã hội                            | Nguyễn Kỳ Cẩm    | đến 4/1989 |
| Bộ trưởng             | Bộ Lao động - Thương binh và Xã hội                            | Trần Đình Hoan   | từ 4/1989 |
| Bộ trưởng             | Bộ Xây dựng                                                    | Phan Ngọc Tường  | đến 10/1989, khi sáp nhập Bộ Xây dựng với Ủy ban xây dựng cơ bản Nhà nước                                          |
| Bộ trưởng             | Bộ Xây dựng                                                    | Ngô Xuân Lộc     | từ 10/1989 |
| Bộ trưởng             | Bộ Giao thông vận tải                                          | Bùi Danh Lưu     | đến 1990 |
| Bộ trưởng             | Bộ Giao thông Vận tải và Bưu điện                              | Bùi Danh Lưu     | từ 1990,khi đổi tên Bộ Giao thông vân tải                                                                          |
| Bộ trưởng             | Bộ Cơ khí và Luyện kim                                         | Phan Thanh Liêm  | đến 2/1990 |
| Bộ trưởng             | Bộ Cơ khí và Luyện kim                                         | Trần Lum         | từ 2/1990 |
| Bộ trưởng             | Bộ Công nghiệp nặng                                            | Trần Lum         | từ 3/1990 đổi tên từ Bộ Cơ khí và Luyện kim                                                                        |
| Bộ trưởng             | Chuyên trách Công tác Miền núi và Dân tộc                      | Hoàng Đức Nghi   | từ 3/1990,sau đổi là Chủ nhiệm Văn phòng Miền núi và Dân tộc                                                       |
| Bộ trưởng             | Bộ Năng lượng                                                  | Vũ Ngọc Hải      | |
| Bộ trưởng             | Bộ Công nghiệp nhẹ                                             | Vũ Tuân          | đến 2/1990 |
| Bộ trưởng             | Bộ Công nghiệp nhẹ                                             | Đặng Vũ Chư      | từ 2/1990 |
| Bộ trưởng             | Bộ Nông nghiệp và Công nghiệp thực phẩm                        | Nguyễn Công Tạn  | |
| Bộ trưởng             | Bộ Lâm nghiệp                                                  | Phan Xuân Đợt    | |
| Bộ trưởng             | Bộ Thủy sản                                                    | Nguyễn Tấn Trịnh | |
| Bộ trưởng             | Bộ Nội thương                                                  | Hoàng Minh Thắng | đến 3/1987 |
| Bộ trưởng             | Bộ Thương nghiệp                                               | Hoàng Minh Thắng | từ 3/1987 đến 8/1991 (từ 3/1990 sáp nhập 3 bộ vào Bộ Thương nghiệp:Bộ Kinh tế đối ngoại, Bộ Nội thương, Bộ Vật tư) |
| Bộ trưởng             | Bộ Thương nghiệp                                               | Lê Văn Triết     | từ 8/1991 |
| Bộ trưởng             | Bộ Thương mại và Du lịch                                       | Lê Văn Triết     | từ 8/1991 sau khi sáp nhập Bộ Thương nghiệp và Tổng cục Du lịch                                                    |
| Bộ trưởng             | Bộ Ngoại thương                                                | Đoàn Duy Thành   | đến 3/1988 |
| Bộ trưởng             | Bộ Kinh tế Đối ngoại                                           | Đoàn Duy Thành   | từ 3/1998 đến 3/1990, khi Bộ Ngoại thương sáp nhập với ủy ban Kinh tế Đối ngoại                                    |
| Bộ trưởng             | Bộ Văn hóa                                                     | Trần Văn Phác    | đến 3/1990 |
| Bộ trưởng             | Bộ Thông tin                                                   | Trần Hoàn        | đến 3/1990 |
| Bộ trưởng             | Bộ Văn hóa-Thông tin-Thể thao và Du lịch                       | Trần Hoàn        | từ 3/1990, khi sáp nhập hai Bộ Văn hóa, Thông tin và hai Tổng cục Thể dục thể thao, Du lịch                        |
| Bộ trưởng             | Bộ Y tế                                                        | Đặng Hồi Xuân    | đến 11/1988 |
| Bộ trưởng             | Bộ Y tế                                                        | Phạm Song        | từ 11/1988 |
| Bộ trưởng             | Bộ Giáo dục                                                    | Phạm Minh Hạc    | đến 3/1990 |
| Bộ trưởng             | Bộ Đại học và Trung học chuyên nghiệp                          | Trần Hồng Quân   | đến 3/1990 |
| Bộ trưởng             | Bộ Giáo dục và Đào tạo                                         | Trần Hồng Quân   | từ 3/1990, khi sáp nhập Bộ Giáo dục và Bộ Đại học, Trung học chuyên nghiệp và dạy nghề                             |
| Bộ trưởng             | Bộ Tư pháp                                                     | Phan Hiền        | đến 5/1992 |
| Bộ trưởng             | Bộ Tư pháp                                                     | Nguyễn Đình Lộc  | từ 5/1992 |
| Bộ trưởng             | Chuyên trách Công tác Tổ chức và cán bộ của Hội đồng Bộ trưởng | Phan Ngọc Tường  | từ 11/1989 đến 1991                                                                                                |
| Bộ trưởng             | Phụ trách Công tác Dân số và Kế hoạch hóa gia đình             | Mai Kỷ           | từ 3/1992 |
| Trưởng ban            | Tổ chức Cán bộ của Hội đồng Bộ trưởng                          | Phan Ngọc Tường  | từ 1991 đến 1992,đổi tên từ Chuyên trách Công tác Tổ chức và cán bộ của Hội đồng Bộ trưởng                         |
| Trưởng ban            | Tổ chức Cán bộ của Chính phủ                                   | Phan Ngọc Tường  | từ 1992 đổi tên từ Tổ chức Cán bộ của Hội đồng Bộ trưởng                                                           |
| Chủ nhiệm             | Ủy ban Kế hoạch Nhà nước                                       | Võ Văn Kiệt      | Phó Chủ tịch Hội đồng Bộ trưởng kiêm chức đến 3/1988                                                               |
| Chủ nhiệm             | Ủy ban Kế hoạch Nhà nước                                       | Đậu Ngọc Xuân    | từ 3/1988 đến 3/1989                                                                                               |
| Chủ nhiệm             | Ủy ban Kế hoạch Nhà nước                                       | Phan Văn Khải    | từ 3/1989 đến 8/1991                                                                                               |
| Chủ nhiệm             | Ủy ban Kế hoạch Nhà nước                                       | Đỗ Quốc Sam      | từ 8/1991 |
| Chủ nhiệm             | Ủy ban Kinh tế Đối ngoại                                       | Võ Đông Giang    | đến 3/1988, khi sáp nhập Bộ Ngoại thương và ủy ban Kinh tế Đối ngoại                                               |
| Chủ nhiệm             | Ủy ban Hợp tác Kinh tế Văn hóa với Lào và Campuchia            | Đặng Thí         | đến 1/1989 khi giải thể ủy ban                                                                                     |
| Chủ nhiệm             | Ủy ban Xây dựng cơ bản Nhà nước                                | Đỗ Quốc Sam      | đến 3/1988, khi sáp nhập ủy ban với Bộ Xây dựng                                                                    |
| Chủ nhiệm             | Ủy ban Khoa học và Kỹ thuật Nhà nước                           | Đặng Hữu         | đến 3/1990 đổi là Chủ nhiệm ủy ban Khoa học                                                                        |
| Chủ nhiệm             | Ủy ban Thanh tra Nhà nước                                      | Nguyễn Văn Chính | Phó Chủ tịch Hội đồng Bộ trưởng kiêm chức đến 5/1988                                                               |
| Chủ nhiệm             | Ủy ban Thanh tra Nhà nước                                      | Huỳnh Công Sổ    | từ 5/1988 đến 4/1989                                                                                               |
| Chủ nhiệm             | Ủy ban Vật giá Nhà nước                                        | Phan Văn Tiệm    | |
| Tổng Thanh tra        | Thanh tra Nhà nước                                             | Nguyễn Kỳ Cẩm    | từ 4/1989 đổi tên từ Ủy ban Thanh tra Nhà nước                                                                     |
| Tổng giám đốc         | Ngân hàng Nhà nước                                             | Lữ Minh Châu     | đến 4/1989,đổi là Thống đốc Ngân hàng Nhà nước                                                                     |
| Thống đốc             | Ngân hàng Nhà nước                                             | Cao Sĩ Kiêm      | từ 4/1989 |